# Ilario Monterisi
Ilario Monterisi, né le 19 décembre 2001 à Trani en Italie, est un footballeur italien, qui évolue au poste de défenseur central au Frosinone Calcio.

## Biographie

### Débuts professionnels
Né à Trani en Italie, Ilario Monterisi est formé par le SSC Bari avant de rejoindre le club rival de l'US Lecce en 2018. C'est avec ce club qu'il fait ses débuts en professionnel, le 2 août 2020, lors d'une rencontre de Serie A face au Parme Calcio 1913. Il entre en jeu à la place de Biagio Meccariello (en) et son équipe s'incline par quatre buts à trois.
Le 31 août 2021, Ilario Monterisi est prêté à l'US Catanzaro.

### Frosinone Calcio
Le 1er juillet 2022, Ilario Monterisi est prêté pour une saison au Frosinone Calcio, club évoluant alors en Serie B.
Il participe à la remontée du club en première division, Frosinone terminant premier du championnat lors de cette saison 2022-2023.
Le 14 juillet 2023, Monterisi s'engage définitivement avec Frosinone. Il signe un contrat courant jusqu'en juin 2027.
Monterisi retrouve alors la Serie A avec Frosinone. Il est titularisé lors de la première journée de la saison 2023-2024, le 19 août 2023, contre le SSC Naples (défaite 1-3 de Frosinone).

## Palmarès
Frosinone Calcio
- Championnat d'Italie de deuxième division (1) :
  - Champion : 2022-2023.